# August Riekehof-Böhmer

August Riekehof-Böhmer (1914)

August Bernhard Riekehof-Böhmer (* 24. Oktober 1849 in Hörstmar; † 21. Februar 1931 auf Schloss Brake) war Gutsbesitzer und Mitglied des Deutschen Reichstags.

## Leben
Riekehof-Böhmer besuchte das Gymnasium in Lemgo und die Landwirtschaftsschule in Hildesheim. Er wurde praktischer Landwirt auf seinem Gut in Vogelhorst. Ab 1882 war er Mitglied des Lippeschen Landtages und ab 1892 Vizepräsident desselben. Weiter war er Mitglied des Deutschen Landwirtschaftsrats. Er nahm 1870/71 am Krieg gegen Frankreich teil und war Leutnant der Reserve.
Von 1893 bis 1898 war er Mitglied des Deutschen Reichstags für den Reichstagswahlkreis Fürstentum Lippe. Da er als gemeinsamer Kandidat der Konservativen und der Nationalliberalen auf Vorschlag des Bundes der Landwirte nominiert worden war, schloss sich der zur Konservativen Partei gehörende Riekehof-Böhmer im Reichstag lediglich als Hospitant an.